# Carlo Giuseppe Ratti
Carlo Giuseppe Ratti (* 27. November 1737 in Savona; † 27. September 1795 in Genua) war ein italienischer Maler und Historiker. 

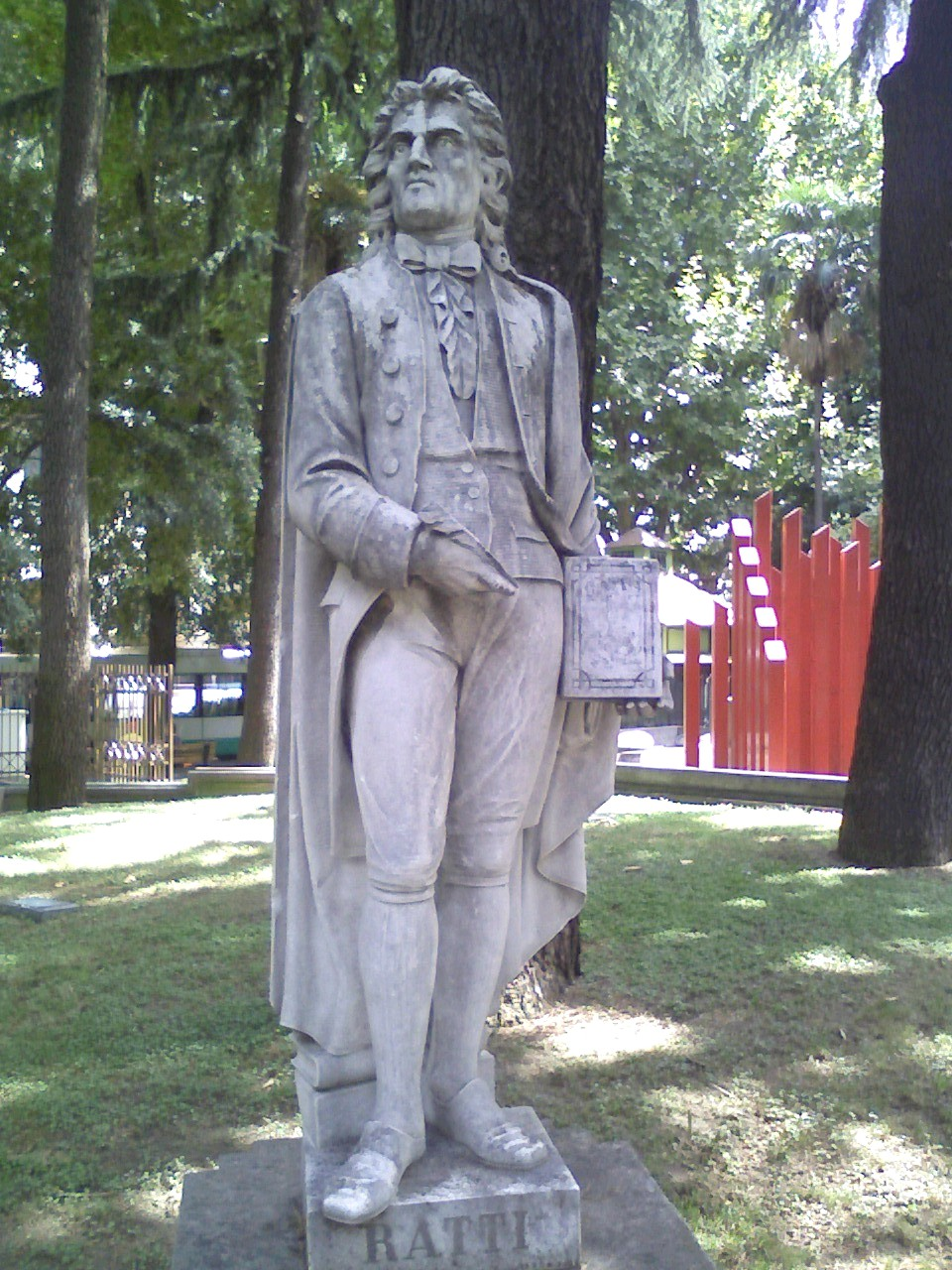
Marmorstatue von Carlo Giuseppe Ratti - auf dem Piazza del Popolo in seiner italienischen Geburtsstadt Savona

Er arbeitete hauptsächlich in Ligurien und schuf Gemälde religiöser und weltlicher Themen, die Kirchen, Oratorien und Paläste schmücken.

## Biographie
Carlo Giuseppe Ratti wurde 1737 in Savona als Sohn des Malers Giovanni Agostino Ratti und Maria Rosalia Filipponi geboren. Er erlernte die Malerei von seinem Vater und verbrachte zwischen 1756 und 1759 einige Zeit in Rom, wo er bei Placido Costanzi arbeitete. In Rom knüpfte er Freundschaften mit Pompeo Batoni und Anton Raphael Mengs. Später begann er damit, das umfangreiche historische Werk von Raffaele Soprani über die Genueser Künstler des 17. Jahrhunderts zu überarbeiten und neu zu veröffentlichen. Die erste Fassung dieser Arbeit wurde im Jahr 1762 abgeschlossen. Zwei Jahre später veröffentlichte er auch seinen ersten künstlerischen Führer über die Hauptstadt Liguriens.
Im Jahr 1766 wurde er Mitglied der Accademia Ligustica di Belle Arti. Dank seiner brieflichen Freundschaft mit Mengs unternahm er ab 1770 gemeinsame Reisen zu den bedeutendsten Kunstwerken Italiens, unter anderem nach Parma, Florenz und erneut Rom. Diese Reisen, insbesondere nach Rom und Parma, verliehen ihm den Ruf eines talentierten Kopisten, und er fertigte unter anderem eine Kopie des Gemäldes San Girolamo von Correggio in Parma an. Im Jahr 1775 wurde er zum Direktor der Accademia Ligustica ernannt.
In Genua arbeitete er am Palazzo Reale, am Palazzo Ridolfo e Giovanni Francesco Brignole Sale (Palazzo Rosso) und am Palazzo Ducale. Neben zahlreichen Werken in Ligurien schuf er auch Altarbilder und Gemälde für die Basilika Santa Maria del Mar in Barcelona, die Kirche Loreto in Lissabon (1785) und die Kirche San Francesco in Urbino (1777). Zudem fungierte er als Korrespondent von Abt Luigi Lanzi für das Buch Storia pittorica dell’Italia in Bezug auf Genua und Ligurien.

## Schriften
- Storia de’ pittori scultori et architetti liguri e de’ forestieri che in Genova operarono, secondo il manoscritto del 1762, Genua 1769, abrufbar unter Heidelberger Bestände – digital.
- Carlo Giuseppe Ratti, Descrizione delle pitture, scolture e architetture ecc., che trovansi in alcune città, borghi, e castelli delle due riviere dello stato Ligure (1780), abrufbar unter Google Books.
- Carlo Giuseppe Ratti, L’istruzione di quanto può vedersi di bello in Genova, (Erste Ausgabe, 1766).
- Notizie Storiche Sincere Intorno La Vita E Le Opere Del Celebre Pittore Antonio Allegri Da Correggio (1781)
- Epilogo della vita del fu cavalier Antonio Raffaello Mengs, primo pittor di Camera de Sua Maesta Cattolica (1779)